# エアロスミス濃縮極極ベスト
『エアロスミス濃縮極極ベスト』（エアロスミスのうしゅくごくごくベスト、原題：Devil's Got a New Disguise - The Very Best of Aerosmith）は、アメリカのロックバンド、エアロスミスのベスト・アルバム。スペシャル・トラックとして、新録された2曲が加えられている。ゲフィン・レコード時代の音源も収録し、レーベルを超えて収録されている。

## 収録曲
1. デュード - Dude (Looks Like a Lady)
2. エレヴェイター・ラヴ - Love in an Elevator
3. リヴィング・オン・ジ・エッジ - Livin' on the Edge
4. ウォーク・ディス・ウェイ - Walk This Way
5. クライン - Cryin'
6. ジェイディッド - Jaded
7. クレイジー - Crazy
8. エンジェル - Angel
9. アメイジング - Amazing
10. アザー・サイド - The Other Side
11. ドリーム・オン - Dream On
12. スウィート・エモーション - Sweet Emotion
13. ドロー・ザ・ライン - Draw the Line
14. フォーリング・イン・ラヴ - Falling in Love (Is Hard on the Knees)
15. ピンク - Pink
16. ミス・ア・シング - I Don't Want to Miss a Thing
17. セドナ・サンライズ - Sedona Sunrise（新録）
18. 美獣の皮を被った悪魔 - Devil's Got a New Disguise（新録）